# (4745) Nancymarie
(4745) Nancymarie est un astéroïde de la ceinture principale.

## Description
(4745) Nancymarie est un astéroïde de la ceinture principale. Il fut découvert le 9 juillet 1989 à l'Observatoire Palomar par Henry E. Holt. Il présente une orbite caractérisée par un demi-grand axe de 3,02 UA, une excentricité de 0,06 et une inclinaison de 8,7° par rapport à l'écliptique.

## Compléments